# 유니스 (음악 그룹)
유니스(UNIS)는 SBS의 걸그룹 아이돌 서이벌 프로그램인 유니버스 티켓을 통해 결성된 대한민국의 8인조 걸 그룹으로, 에프앤에프엔터테인먼트 소속이다.

## 그룹명
영어로 유니버스가 시작한 우리들의 스토리를 함께 써내려가자는 뜻에 'Universe is started'의 약자이다.

## 내력
SBS와 F&F 엔터테인먼트가 기획한 유니버스 티켓에 참가한 멤버 중 8명인 유니스가 결성되었다. 이 중 필리핀인인 엘리시아는 9회에서 P등급으로 승급하면서 조기에 데뷔를 확정했다.
2024년 3월 27일, 미니 1집인 <WE UNIS>를 발매하며 데뷔했고, 다음 날인 3월 28일 M COUNTDOWN에서 데뷔 무대를 가졌다.

## 구성원
| 이름     | 소개 |
| -------- | --- |
| 진현주   | - 생년월일: 2001년 11월 3일(23세) - 출생지: 대한민국 - 소속사: 무소속 - 관련활동: 시그니처 출신 멤버     |
| 나나     | - 생년월일: 2007년 6월 6일(18세) - 출생지: 일본 - 소속사: FNC 엔터테인먼트 재팬 - 소속그룹 : PRIKIL 멤버 |
| 젤리당카 | - 생년월일: 2007년 8월 19일(17세) - 출생지: 필리핀 - 소속사: 무소속                                      |
| 코토코   | - 생년월일: 2007년 10월 28일(17세) - 출생지: 일본 - 소속사: 비공개                                       |
| 방윤하   | - 생년월일: 2009년 2월 28일(16세) - 출생지: 대한민국 - 소속사: F&F 엔터테인먼트                          |
| 엘리시아 | - 생년월일: 2009년 4월 18일(16세) - 출생지: 필리핀 - 소속사: 무소속                                      |
| 오윤아   | - 생년월일: 2009년 10월 7일(15세) - 출생지: 대한민국 - 소속사: 스타온 엔터테인먼트                       |
| 임서원   | - 생년월일: 2011년 1월 27일(14세) - 출생지: 대한민국 - 학력 : 해누리중학교 (재학) - 소속사: 린브랜딩     |

## 음반

### EP
- 2024년 3월 27일 《WE UNIS》

### 싱글
- 2024년 8월 6일 《CURIOUS》

## 음반 외 목록

### MC
- 2024년 3월 19일 ~ 2024년 12월 3일: SBS M 더 쇼 (나나)

### 텔레비전 예능 프로그램
- 2024년 4월 10일 : MBC M, MBC every1 주간 아이돌 (멤버 전원출연)
- 2024년 8월 7일 : MBC M, MBC every1 주간 아이돌 (멤버 전원출연)

## 수상 목록
- 2024년 케이 월드 드림 어워즈 K월드 드림 뮤직 아이콘상
- 2024년 케이 월드 드림 어워즈 유픽 그룹 인기상
- 2024년 코리아 그랜드 뮤직 어워즈 트렌드 오브 더 이어상
- 2024년 코리아 그랜드 뮤직 어워즈 IS 루키상
- 2024년 엠넷 아시안 뮤직 어워즈 팬스 초이스상
- 2025년 제1회 디 어워즈 디 어워즈 드림즈 실버 라벨상
- 2025년 제1회 디 어워즈 디스커버리 올해의 발견상

### 가요 프로그램 1위
| 연도            | 수상 내역 (총 1회)                                        |
| --------------- | --------------------------------------------------------- |
| 2025년 (총 1회) | - SWICY (총 1회) - 4월 23일 MBC M 《쇼 챔피언》 챔피언 송 |